# Совліна
Совліна (пол. Sowlinka, Sowlina) — гірська річка в Польщі, у Лімановському повіті Малопольського воєводства. Права притока Лососіни, (басейн Балтійського моря).

## Опис
Довжина річки приблизно 13,71 км, найкоротша відстань між витоком і гирлом — 10,66  км, коефіцієнт звивистості річки — 1,29  Формується притоками, багатьма безіменними струмками та частково каналізована. Річка тече у Бескиді Висповому.

## Розташування
Бере початок на північно-східних схилах гори Чіхонь (929 м). Спочатку тече переважно на північний схід через село Стару Весь, місто Ліманову, повертає на північний захід і впадає у річку Лососіну, ліву притоку Дунайця.

## Притоки
- Потік Старовейський, Мордарка, Скрудляк (праві); Слопніцький Потік (ліва)[3].

## Цікаві факти
- Понад річкою пролягають туристичні шляхи, що на мапі туристичній позначають кольором: синім (Камениця — Зблюдза — Модинь (1027 м) — Млиньчинська — Єжова Вода (762 м) — Ліманова — Сажин (762 м); зеленим (Куклач (702 м) — Ліманова — Ліпове — Тимбарк)[3].